# Ubi arcano Dei

Wappen Pius’ XI.

Üblicherweise wird die Antrittsenzyklika Papst Pius XI. Ubi arcano Dei Consilio vom 23. Dezember 1922 als 'Gründungsurkunde' der Katholischen Aktion gesehen. Er prägte Pax Christi in Regno Christi zum Leitwort seines Pontifikats. Ausführlich werden die Gründe des Ersten Weltkriegs und des Niedergangs der öffentlichen Moral behandelt. Pius XI. erwog die Wiederaufnahme des 1. Vatikanischen Konzils, vertagte diese Frage jedoch angesichts der schwierigen Weltlage nach dem Krieg.

## Die Idee der Katholischen Aktion
Siehe Hauptartikel: Katholische Aktion.
Tatsächlich ist hier von Katholischer Aktion nur am Rande die Rede und es zeigt sich auch, dass Pius XI. keine konkrete Organisationsform vor Augen hatte. In dieser Enzyklika bezeichnet Pius XI. die Katholische Aktion als Teilnahme der Laien am Apostolat der Hierarchie, den Laien wird erstmals ein Mitwirken am zentralen Vollzug der Kirche zugetraut. War der Begriff Apostolat noch während des 19. Jahrhunderts ausschließlich für die Bischöfe und den Papst, eventuell auch den Klerus und die Ordensgemeinschaften reserviert, so setzt unter Pius XI. massiv der Gebrauch dieses Begriffs für die Tätigkeit von Laien ein. Sah man ihre Aufgabe bisher in einem Handeln für die Kirche, so traut man ihnen nun ein Handeln als Kirche zu. Sah man sie bisher als Bollwerk zum Schutz der Kirche in der gesellschaftspolitischen Auseinandersetzung, so werden sie nun allmählich als Subjekte des eigentlichen kirchlichen Lebens erkannt, als aktiver Teil des Leibes Christi.

## Anfänge in Italien
Papst Pius XI. prägte in seiner ersten Enzyklika für diese katholischen Strömungen den Begriff der „Azione Cattolica“. Mit Berufung auf das gemeinsame Priestertum aller Getauften rief er alle Gläubigen zur Ausbreitung und Erneuerung des Reiches Christi auf. Dieses Apostolat definierte er als Anteilnahme der Laien am hierarchischen Apostolat. Im Hintergrund stand das bedrängende Problem der Kirchenfeindlichkeit des Liberalismus, der die Unabhängigkeit der Welt von kirchlicher Bevormundung betonte, und der Mangel an Priestern. Aus diesen Gründen hielt der Papst es für geraten, dass die katholische Laienwelt nicht müßig dastehe, sondern in enger Verbindung mit der kirchlichen Hierarchie und ihren Weisungen gewärtig an den heiligen Kämpfen teilnehme und dieses mit voller Hingabe ihrer Person durch Gebet und Tätigkeit.

## Textausgaben
- ACTA PII PP. XI: LITTERAE ENCYCLICAE ... DE PACE CHRISTI IN REGNO CHRISTI QUAERENDA. PIUS PP. XI ... »Ubi arcano Dei«. In: Acta Apostolicae Sedis XIV (1922) pp. 673–700. [amtlicher lateinischer Originaltext]
- Auszug aus dem Rundschreiben Papst Pius’ XI. vom 23. Dezember 1922 UBI ARCANO. In: Heilslehre der Kirche. Dokumente von Pius IX. bis Pius XII. Deutsche Ausgabe des französischen Originals von P[aul] Cattin O.P. und H[umbert]-Th[omas] Conus O.P. besorgt von Anton Rohrbasser. Paulusverlag, Freiburg/Schw. 1953, S. 1000–1001. [bringt nur die zentralsten Aussagen]
- Rundschreiben unseres Heiligsten Vaters Pius XI., durch göttliche Versehung Papst, Über den Frieden Christi im Reich Christi: (23. Dezember 1922: Ubi arcano Dei consilio).  Herder, Freiburg im Breisgau 1923. [Deutsch-Lateinische Ausgabe mit Volltext]